# فأر كنغري
فأر كنغري (الاسم العلمي:Microdipodops) هو جنس من الحيوانات يتبع فصيلة الفئران المتغايرة من رتبة القوارض.

## أنواع
- فأر كنغري كبير الرأس (الاسم العلمي:Microdipodops megacephalus)
- فأر كنغري باهت (الاسم العلمي:Microdipodops pallidus)